# Parallorhogas capys
Parallorhogas capys är en stekelart som först beskrevs av Nixon 1939.  Parallorhogas capys ingår i släktet Parallorhogas och familjen bracksteklar. Inga underarter finns listade i Catalogue of Life.